# Ich war eine amerikanische Spionin
Ich war eine amerikanische Spionin (Originaltitel: I Was an American Spy) ist ein US-amerikanischer Kriegs- und Spionagefilm aus dem Jahr 1951 von Lesley Selander mit Ann Dvorak und Gene Evans in den Hauptrollen, der auf wahren Begebenheiten beruht. Das Drehbuch basiert zum einen auf dem Artikel I Was an American Spy, der im Mai 1945 sowohl in der Zeitschrift The American Mercury als auch in der Zeitschrift Reader’s Digest veröffentlicht wurde, zum anderen auf dem 1947 veröffentlichten Buch Manila Espionage von Claire Phillips und Myron B. Goldsmith.

## Handlung
Die Einwohner der philippinischen Hauptstadt Manila befürchten einen Tag nach dem japanischen Angriff auf Pearl Harbor, dass die Japaner auch die Philippinen angreifen werden. Die Behörden raten, die Hauptstadt zu verlassen. Die Nachtclubsängerin Claire Snyder erwartet mit ihrer Adoptivtochter Dian und dem Kindermädchen Lolita die Ankunft ihres Verlobten John Phillips. Der Sergeant der US Army soll ihnen helfen, die Stadt zu verlassen. Phillips ist jedoch zur Verteidigung einberufen worden und kann nicht helfen. Er verspricht ihr aber, sie in der Kleinstadt Pilar zu treffen und zu heiraten.
Nach einem japanischen Luftangriff auf Manila flüchten Claire, Dian und Lolita in die Berge und treffen dort auf den Guerillakämpfer Pacio. Pacio kämpft mit Phillips Einheit zusammen. Er bringt die Frauen zu ihm. Ein Priester verheiratet Claire und John, der direkt danach nach Bataan abreisen muss. Als die Japaner die Insel Corregidor einnehmen, schickt Claire Dian und Lolita unter Pacios Führung zurück nach Manila, während sie nach John sucht. Im Dschungel wird sie von Corporal Boone vor der Entdeckung durch Japaner bewahrt. Boone und einige andere Soldaten bilden einen Guerillatrupp. Claire erfährt, dass amerikanische und alliierte Kriegsgefangene aus Bataan und Corregidor nach Cabanatuan verlegt werden sollen. Claire und Boone beobachten die letzten Überlebenden des berüchtigten Todesmarsches von Bataan. Unter ihnen befindet sich auch John, der von einem japanischen Wärter getötet wird. Claire will nun Boone helfen, die Japaner zu bekämpfen.
Boone erklärt, dass Claire im japanisch besetzten Manila Informationen erhalten und an Boone weitergeben könnte. Claire kehrt nach Manila zurück und nimmt die Identität einer italienischen Freundin an, die bei den Luftangriffen ums Leben kam. Sie findet Dian und Lolita und eröffnet mit Hilfe ihres früheren Angestellten Ho Sang einen Nachtclub für japanische Offiziere. Claire umschmeichelt und flirtet mit den Offizieren und lernt den Geheimdienstchef Colonel Masamoto kennen. Mit Hilfe ihrer einheimischen Angestellten kann Claire die Guerillas mit Nahrung, Vorräten und Informationen versorgen. Sie erfährt von Masamoto, dass eine Schuhfabrik zu einer Munitionsfabrik umfunktioniert wurde. Mit dieser Information kann Boone mit seiner Truppe die Fabrik zerstören. Einige der Guerillas fallen den Japanern in die Hände, doch keiner von ihnen verrät Claires wahre Identität. Sie schafft es sogar, durch einen Privattanz einen Kapitän das Auslaufen seines Schiffes verzögern zu lassen. So haben die Guerillas Zeit, Schiffstyp und genauen Standort an die US-Luftwaffe zu funken. Das Schiff wird von Bombern und U-Booten angegriffen und versenkt.
Nach einiger Zeit wird Claire jedoch von Masamoto entlarvt und festgenommen. Sie hält Schlägen und Folterungen stand, so dass die Japaner ihr nicht entlocken können, wo die Guerillas sich genau aufhalten. Masamoto erklärt ihr, dass man eine amerikanische Invasion erwarte, sie aber vorher erschießen werde. Boone und seine Männer wagen einen riskanten Befreiungsversuch. Gerade als Masamoto Claire erschießen will, wird sie von den Guerillas befreit.

## Produktion

### Historischer Hintergrund
Der Film erzählt die Geschichte der Claire Phillips (1907–1960), die die philippinische Widerstandsbewegung unterstützte und als Besitzerin eines Nachtclubs für japanische Offiziere Informationen an die Guerillas und die US-Streitkräfte weitergab. Außerdem konnte sie mit Hilfe der Guerillas Insassen des Kriegsgefangenenlagers in Cabanatuan mit Essen, Medikamenten und anderen Vorräten versorgen. Nach zwei Jahren wurde sie entlarvt, in Haft genommen und gefoltert. Sie wurde zum Tode verurteilt, das Urteil wurde später in 12 Jahre Zwangsarbeit umgewandelt. Amerikanische Truppen befreiten sie im Januar 1945, als sie dem Hungertod nahe war.
Für ihre Verdienste wurde Claire Phillips 1951 die Medal of Freedom verliehen. Im Film wird dies von General Mark W. Clark am Ende des Films vorgenommen. General Clark sprach auch die Einleitung.

### Produktionsdaten
Gedreht wurde der Film vom 4. bis zum 19. Januar 1951 auf der Iverson Movie Ranch in Chatsworth.

### Besetzung
In kleinen nicht im Abspann erwähnten Nebenrollen traten Myron Healey, Frank Jenks und William Tannen auf. Ebenfalls unerwähnt blieb James B. Leong als Ho Sang.

## Synchronisation
Die deutsche Synchronfassung entstand im Auftrag der Internationalen Film-Union unter der Dialogregie von Conrad von Molo nach einem Dialogbuch von Ingeborg Grunewald.
| Rolle      | Schauspieler | Deutscher Synchronsprecher |
| ---------- | ------------ | -------------------------- |
| Cpl. Boone | Gene Evans   | Arno Assmann               |

## Veröffentlichung
Die Premiere des Films fand am 14. April 1951 statt. In der Bundesrepublik Deutschland kam er am 25. Dezember 1953 in die Kinos, in Österreich 1954.

## Kritiken
Der Filmkritiken-Aggregator Rotten Tomatoes hat in einer Auswertung ein Publikumsergebnis von 33 Prozent positiver Bewertungen ermittelt.
Das Lexikon des internationalen Films schrieb: „Der Spionagefilm hat zwar patriotische Tendenzen, benutzt aber den ostasiatischen Kriegsschauplatz vor allem als effektvollen Hintergrund für seine spannende Story.“
Der Kritiker der The New York Times befand, das kleine Drama sei gelegentlich spannend, aber nicht besonders anregend, weder als Erzählung, noch als Anerkennung persönlichen Mutes. Die Adaption der literarischen Vorlage sei auf einem akademischen Level, Selanders Regie einfach nur träge.